# メタノールアミン
メタノールアミン（英語: methanolamine）または、アミノメタノール（英語: aminomethanol）は、化学式が H2NCH2OH で表される最も単純な構造のアミノアルコールである。アミノ基とヒドロキシ基が同一の炭素原子に結合しているため、ヘミアミナールの1つである 。

## 性質
水溶液中ではホルムアルデヒドとアンモニアとの平衡状態にある。これはヘキサメチレンテトラミン合成の中間体となる。